# エアライン・鉄道・ホテル・テーマパーク専門学校東京
エアライン・鉄道・ホテル・テーマパーク専門学校東京（えあらいんてつどうほてるてーまぱーくせんもんがっこうとうきょう、英称：Trajal Hospitality & Tourism College）は、東京都中野区に所在する私立観光専門学校である。

## 概観
本校の起源は1973年のトラベルジャーナル旅行学院の開学に遡る。当初は夜間部のみの設置であったが、翌1974年に昼間部を設置。1978年に現在地に校舎を設置する。
1980年3月10日に専門学校としての設置認可を受けたのち、1995年に現在の校舎が完成した。

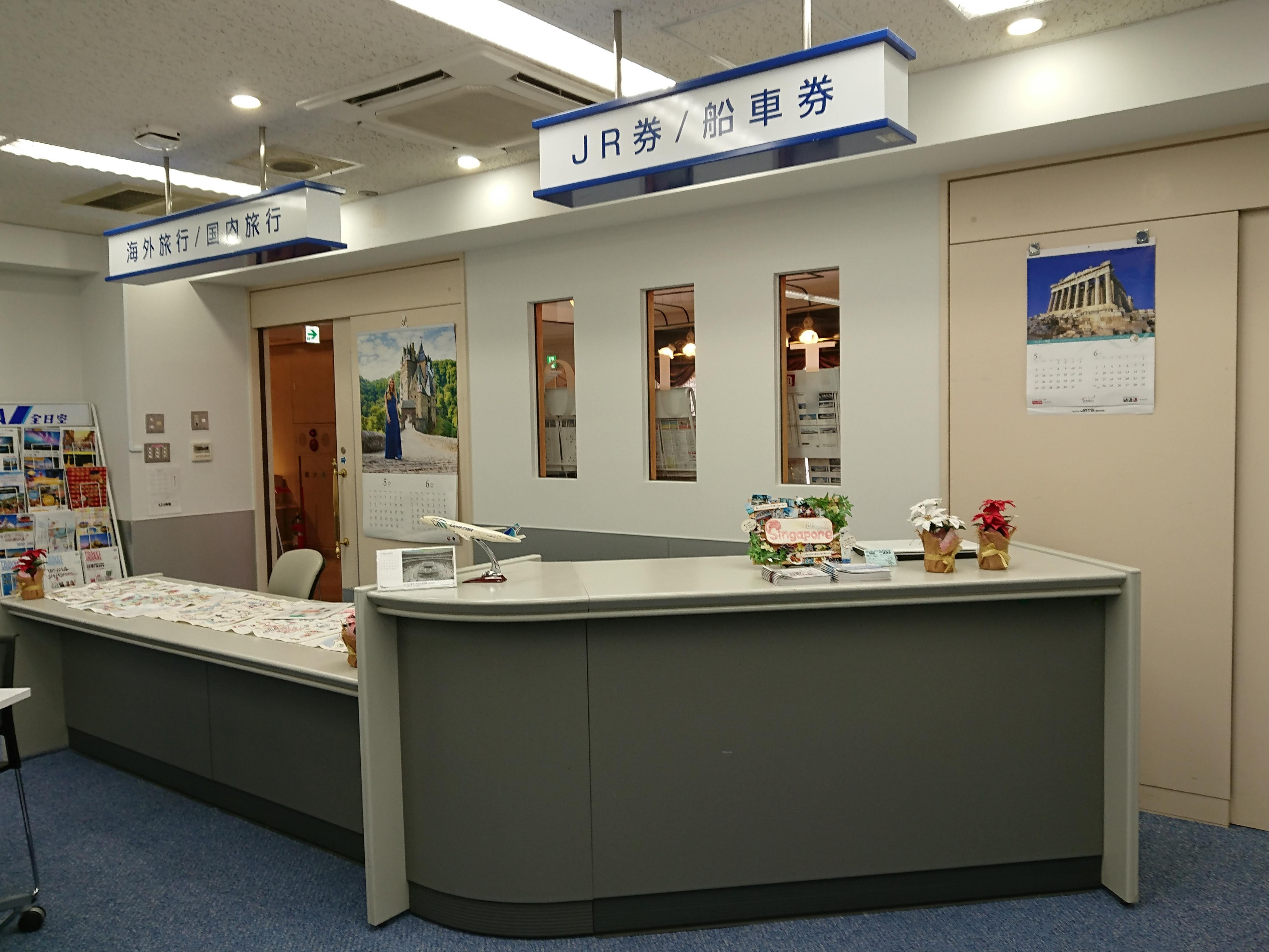
旅行業務実習室
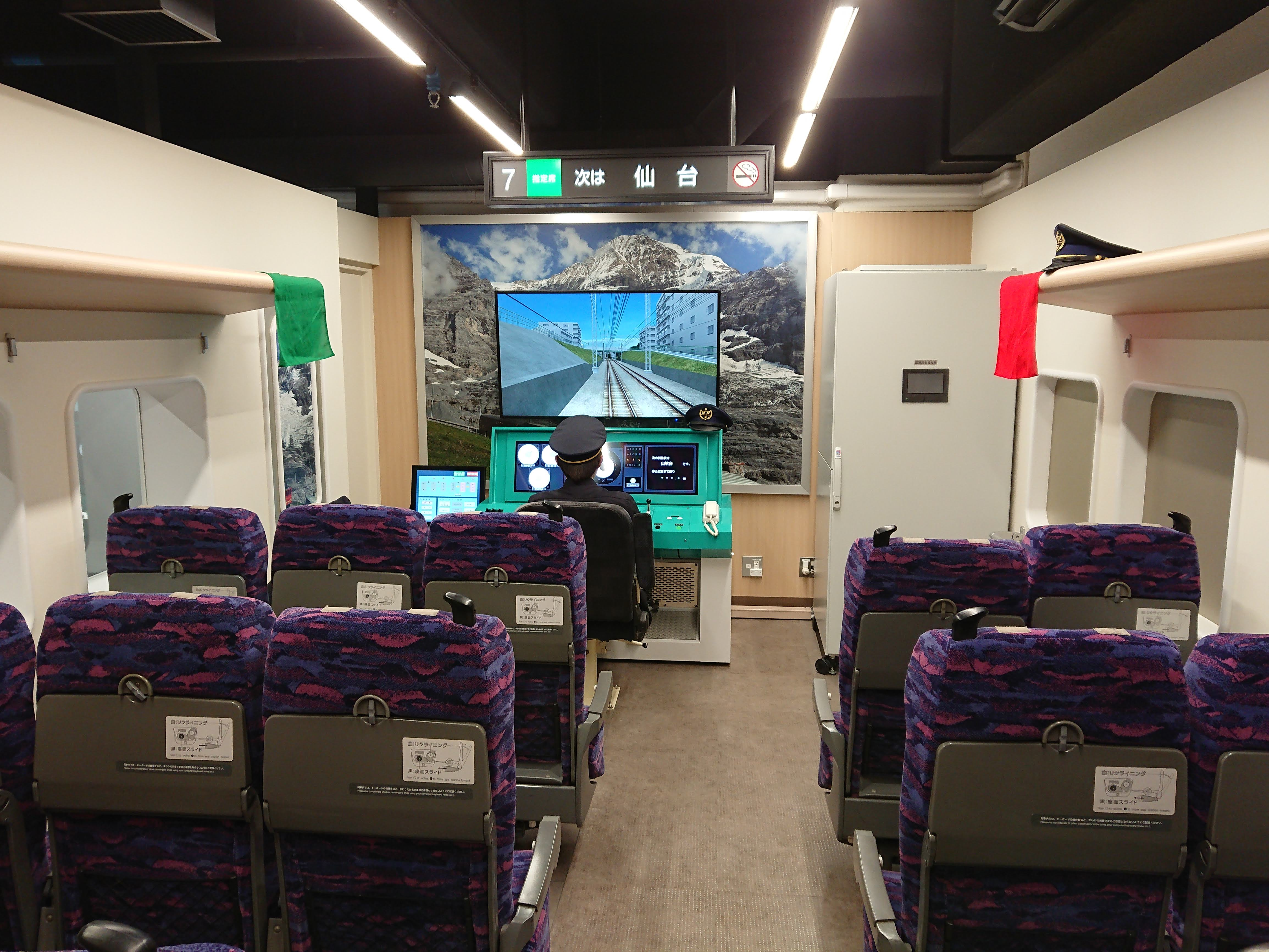
鉄道車両実習室

附属校として、2012年10月30日に設置認可された東京ブライダル専門学校がある。

## アクセス
- 東京地下鉄（東京メトロ）東西線落合駅より約550m[4]（徒歩：7分[4]）
- 東日本旅客鉄道（JR東日本）中央本線・東京都交通局（都営地下鉄）大江戸線東中野駅（西口）より約450m[5]（徒歩：約6分[5]）

## 関連学校

### 姉妹校
- 東京ブライダル専門学校
- 大阪鉄道・観光専門学校
- 大阪ブライダル専門学校
- 大阪テーマパーク・ダンス専門学校
- 大阪外国語・ホテル・エアライン専門学校

### 教育連携校
- 国立台湾師範大学（台湾）